# Пітер Тальянетті
Пітер А. Тальянетті (англ. Peter A. Taglianetti; 15 серпня 1963, м. Фремінгем, США) — американський хокеїст, захисник.
Виступав за Провіденський коледж (NCAA), «Вінніпег Джетс», «Шербрук Канадієнс» (АХЛ), «Монктон Гокс» (АХЛ), «Міннесота Норз-Старс», «Піттсбург Пінгвінс», «Тампа-Бей Лайтнінг», «Клівленд Ламберджекс» (ІХЛ), «Провіденс Брюїнс» (АХЛ).
В чемпіонатах НХЛ — 451 матч (18+74), у турнірах Кубка Стенлі — 53 матчів (2+8).
Досягнення
- Володар Кубка Стенлі (1991, 1992).